# Cottage Grove (Oregon)
Cottage Grove város az Amerikai Egyesült Államok északnyugati részén, Oregon állam Lane megyéjében. Az Interstate 5 és a 99-es út, valamint a Union Pacific Railroad Willamette-völgyi vasúti fővonala mentén helyezkedik el. A 2010. évi népszámláláskor 9686 lakosa volt. A város területe 9,76 km², melyből 0,03 km² vízi.

## Történet
Cottage Grove postahivatalát 1855-ben alapították Cresswelltől keletre. A hivatalt annak első postamestere, G. C. Pearce nevezte el a tölgyesről, ahol otthona található. 1861-ben a postahivatalt áthelyezték a mai Saginaw területére. A késő 1860-as években újra költözött: a mai Cottage Grove délnyugati szélére, a Coast Fork Willamette-folyó nyugati partjára. A Southern Pacific Railroad 1870-es vasútépítése során az állomást tőle körülbelül 800 méterre északkeletre építették fel, a folyó keleti partjára.
Ez egy közel 20 évig tartó vitát eredményezett: a postahivatal közelében lakók nem kívántak az állomáshoz költözni, ezért a keleti oldalon lakók új postahivatalt nyitottak Lemati néven. A szó csinuk zsargon nyelven hegyet jelent. A hivatal 1893 novemberétől 1894 szeptemberéig működött; 1898 márciusában az eredetileg létezőt is Lematira változtatták, de ezt májusban visszaváltoztatták.
Cottage Grove városi rangot 1887-ben kapott, de 1893-ban a keleti oldalon élők megalapították East Cottage Grove-ot (Kelet-Cottage Grove). 1895-ben az oregoni törvényhozás a hely nevét Lematira változtatta. Ettől fogva a vasútállomás névtábláján mindkettő név szerepelt. A vitát egy 1899-es döntés rendezte, amikor a két várost egyesítették Cottage Grove néven.
A Mississippi folyótól nyugatra az egyetlen fennmaradt fedett vasúti híd az oltalom alatt álló Chambers vasúti híd. A város 2011-ben felújította; december 3-án nyitották meg újra.
Cottage Grove kétszer (1968 és 2004) kapta meg a Nemzeti Civil Ligától az All-America City Awardot. Emellett a The Arbor Day Foundationtől megkapta a Tree City USA (zöld város) elismerést is, melyet egy évtizedig viselt. 2008 októberében a várost Green Power Communityként (megújuló energiahordozók használatáért) ismerték el, 17-ként az Államokban.

## Éghajlat
A térség nyarai melegek (de nem forróak) és szárazak; a havi maximum átlaghőmérséklet 22 °C. A Köppen-skála alapján a város éghajlata meleg nyári mediterrán. A legcsapadékosabb a november–január, a legszárazabb pedig a július–augusztus közötti időszak. A legmelegebb hónap augusztus, a leghidegebb pedig december.
| Hónap                                   | Jan.  | Feb.  | Már.  | Ápr. | Máj. | Jún. | Júl. | Aug. | Szep. | Okt. | Nov.  | Dec.  | Év    |
| --------------------------------------- | ----- | ----- | ----- | ---- | ---- | ---- | ---- | ---- | ----- | ---- | ----- | ----- | ----- |
| Rekord max. hőmérséklet (°C)            | 20,0  | 24,0  | 31,0  | 31,0 | 37,0 | 38,0 | 41,0 | 41,0 | 41,0  | 36,0 | 24,0  | 23,0  | 41,0  |
| Átlagos max. hőmérséklet (°C)           | 8,5   | 11,1  | 13,4  | 16,3 | 19,8 | 23,2 | 26,7 | 27,7 | 24,5  | 18,3 | 11,9  | 8,6   | 17,5  |
| Átlaghőmérséklet (°C)                   | 4,8   | 5,2   | 7,8   | 8,6  | 12,7 | 15,7 | 18,0 | 18,4 | 15,8  | 11,8 | 7,5   | 4,9   | 11,0  |
| Átlagos min. hőmérséklet (°C)           | 1,0   | 1,3   | 2,1   | 3,0  | 5,6  | 8,1  | 9,3  | 9,1  | 7,0   | 5,3  | 3,1   | 1,2   | 4,7   |
| Rekord min. hőmérséklet (°C)            | −19,0 | −18,0 | −10,0 | −6,0 | −5,0 | −2,0 | −5,0 | 0,0  | −4,0  | −8,0 | −13,0 | −22,0 | −22,0 |
| Átl. csapadékmennyiség (mm)             | 171   | 131   | 132   | 92   | 66   | 40   | 10   | 17   | 38    | 93   | 176   | 184   | 1150  |
| Forrás: Western Regional Climate Center |       |       |       |      |      |      |      |      |       |      |       |       |       |

## Népesség

### 2010
A 2010-es népszámláláskor a városnak 9 686 lakója, 3 895 háztartása és 2 469 családja volt. A népsűrűség 994,6 fő/km². A lakóegységek száma 4 154, sűrűségük 426,6 db/km². A lakosok 90,4%-a fehér, 0,3%-a afroamerikai, 1,3%-a indián, 1,1%-a ázsiai, 0,1%-a a Csendes-óceáni szigetekről származik, 3,1%-a egyéb-, 3,8% pedig kettő vagy több etnikumú. A spanyol vagy latino származásúak aránya 8% (5,9% mexikói, 0,2% Puerto Ricó-i, 0,1% kubai, 1,8% pedig egyéb spanyol/latino származású).
A háztartások 32,2%-ában élt 18 évnél fiatalabb. 43,8% házas, 14,8% egyedülálló nő, 4,9% pedig egyedülálló férfi; 36,6% pedig nem család. 28,9% egyedül élt; 14,1%-uk 65 éves vagy idősebb. Egy háztartásban átlagosan 2,47 személy élt; a családok átlagmérete 3,02 fő.
A medián életkor 38,3 év volt. A város lakóinak 24,4%-a 18 évesnél fiatalabb, 8,5% 18 és 24 év közötti, 25,1%-uk 25 és 44 év közötti, 25,3%-uk 45 és 64 év közötti, 16,5%-uk pedig 65 éves vagy idősebb. A lakosok 48%-a férfi, 52%-uk pedig nő.

### 2000
A 2000-es népszámláláskor a városnak 8 445 lakója, 3 264 háztartása és 2 183 családja volt. A népsűrűség 988,1 fő/km². A lakóegységek száma 3 430, sűrűségük 401,3 db/km². A lakosok 92,84%-a fehér, 0,15%-a afroamerikai, 1,21%-a indián, 0,92%-a ázsiai, 0,09%-a Csendes-óceáni szigetekről származik, 1,55%-a egyéb-, 3,23% pedig kettő vagy több etnikumú. A spanyol vagy latino származásúak aránya 4,94% (3,3% mexikói, 0,2% Puerto Ricó-i, 1,5% pedig egyéb spanyol/latino származású).
A háztartások 33%-ában élt 18 évnél fiatalabb. 49,4% házas, 13,2% egyedülálló nő; 33,1% pedig nem család. 28,1% egyedül élt; 14,3%-uk 65 éves vagy idősebb. Egy háztartásban átlagosan 2,54 személy élt; a családok átlagmérete 3,05 fő.
A város lakóinak 27,4%-a 18 évnél fiatalabb, 8,5%-a 18 és 24 év közötti, 26,4%-a 25 és 44 év közötti, 21,7%-a 45 és 64 év közötti, 16%-a pedig 65 éves vagy idősebb. A medián életkor 37 év volt. Minden 18 évnél idősebb 100 nőre 92,1 férfi jut; a 18 évnél idősebb nőknél ez az arány 86,5.
A háztartások medián bevétele 30 442 amerikai dollár, ez az érték családoknál $37 454. A férfiak medián keresete $30 775, míg a nőké $23 485. A város egy főre jutó bevétele (PCI) $14 550. A családok 15,6%-a, a teljes népesség 19,8%-a élt létminimum alatt; a 18 év alattiaknál ez a szám 29%, a 65 évnél idősebbeknél pedig 13%.

## Művészetek és kultúra

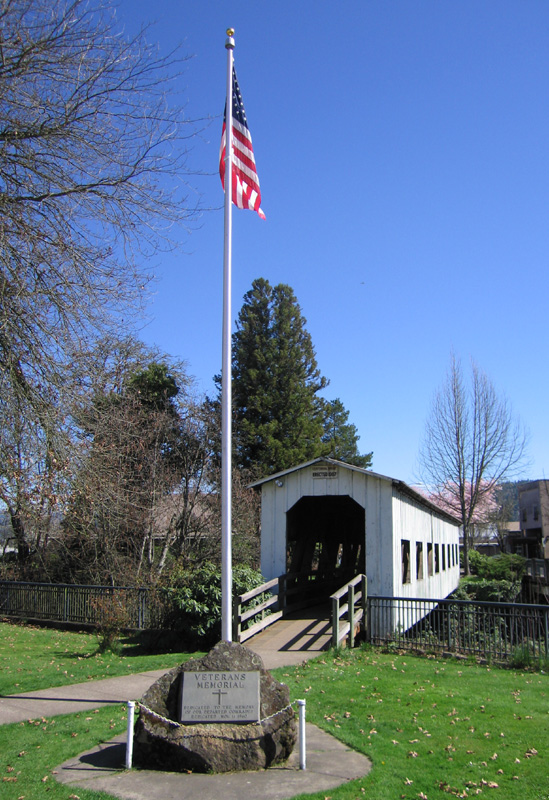
A Centennial Bridge és a veteránok emlékműve

### Évente megrendezett események
A két legnagyobb helyi fesztivál a Bohemia Mining Days és a Covered Bridge Festival.

### Múzeumok és egyéb érdekes helyek
Cottage Grove becenevét (Oregon fedett hídjainak fővárosa) a környékén elhelyezkedő 6 ilyen hídról kapta. Ezekből öt nemzeti oltalom alatt áll. A Centennial fedett híd a korábbi másolata; más, lebontott hidak részeiből épült. A Swinging híd egy történelmi gyalogos függőhíd.
A városban található 21 festmény, melyek a közösség történetét mesélik el. A városban található a Cottage Színház.
A szomszédos Bohemia bányászkerületben található a Bohemia Bányászmúzeum, mely az aranyásók korából mutat be emlékeket.

### Filmforgatás a városban

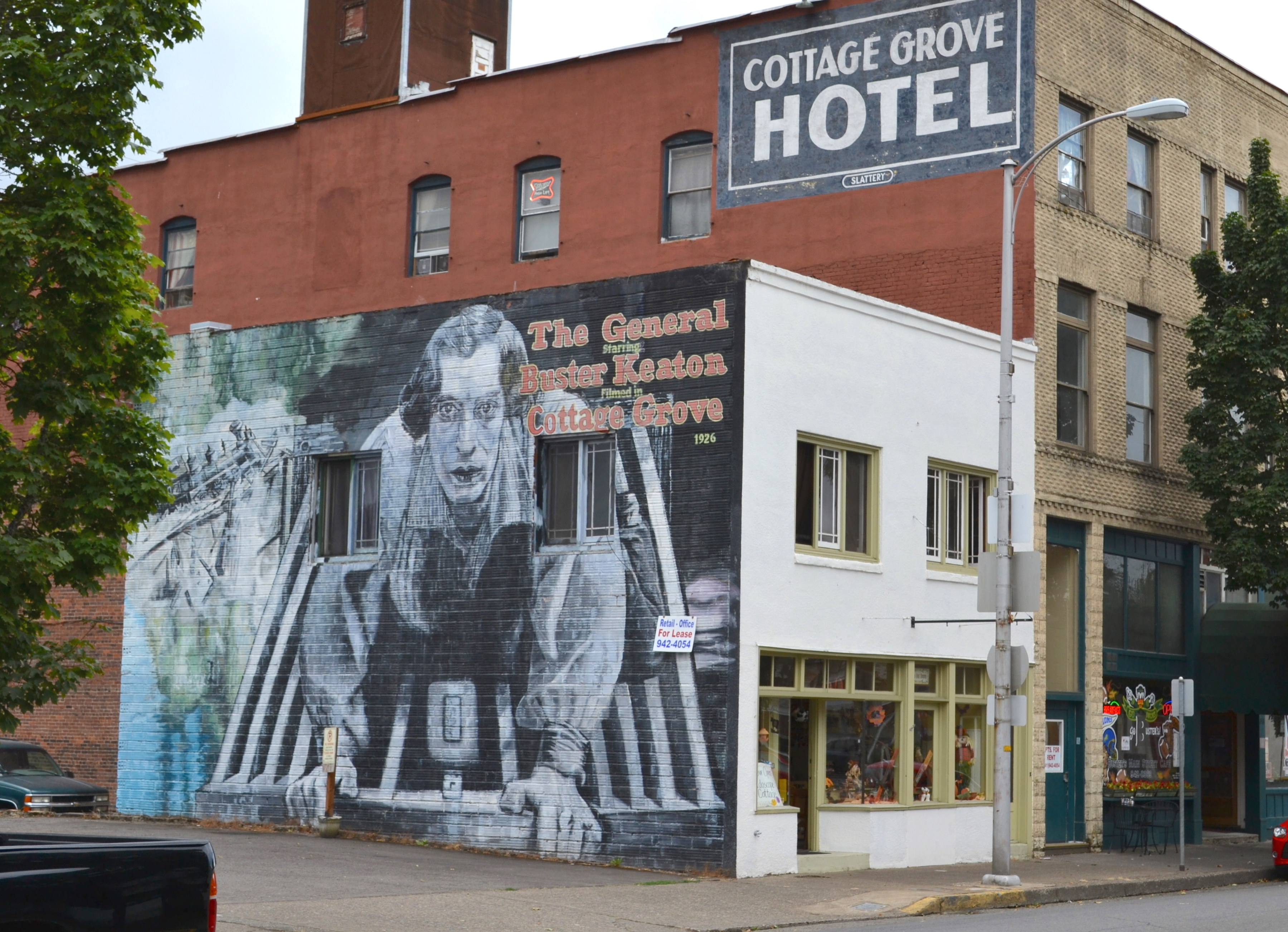
A hotel, melyben A generális stábja megszállt

Cottage Grove-ban számos filmet forgattak. 1926-ban itt, valamint a környéken forgott Buster Keaton A generális című filmje. A filmben egy vonatbaleset is szerepelt; a lezuhant mozdony egészen a második világháborúig turistalátványosság volt, amikor szétszedték. Az 1973-as Az Észak császára és az 1978-as Party zóna is itt lett felvéve. Ez utóbbi 25. évfordulóján 2003. augusztus 30-án a főutcán a helyiek tógapartit szerveztek. A főutcán forgatták a film klímaparti-jelenetét. Az Állj mellém! bizonyos jeleneteit a város keleti részén elhelyezkedő vasúti vágányok mentén forgatták; a területen ma a bicikli- és sétaösvényként funkcionáló Row River National Recreational Trail ösvény helyezkedik el. 1997-ben itt forgatták a Ricochet River című filmet, melyben Kate Hudson is szerepelt.

## Sport
A városnak két golfpályája (Middlefield és Hidden Valley) van.

## Parkok és pihenés
A várostól nem messze találhatóak a Dorena- és Cottage Grove-tavak; valamint a Mosby-patak körül biciklisösvény-hálózat található.

## Infrastruktúra

### Oktatás
A város iskolái (Cottage Grove High School, Al Kennedy Alternative High School, Lincoln Middle School, Bohemia Elementary School, Harrison Elementary Schools és Academy for Character Education) a környéket kiszolgáló South Lane-i Iskolakerülethez tartoznak. A Lane Közösségi Főiskolának itt is van egy kampusza.

### Közlekedés

#### Légi közlekedés
A várostól 1,6 km-re északra fekszik a kisebb gépeket kiszolgáló Cottage Grove állami repülőtér (más néven Jim Wright kifutópálya).

#### Busz
A Lane Transit District menetrend szerinti járatokat üzemeltet Eugene és Springfield irányába. Cottage Grove belvárosában a South Lane Wheels shuttle buszokat működtet.

## Média
A város hetilapja a 3 331 példányszámban megjelenő Cottage Grove Sentinel. A helyi rádióadó hívójele KNND.
Több filmjelenetet is a városban forgattak, például az 1978-as Party zóna utolsó bulijelenetét, vagy Buster Keaton A generális című filmjének bizonyos jeleneteit.

## Fordítás
Ez a szócikk részben vagy egészben  a   Cottage Grove, Oregon című angol Wikipédia-szócikk ezen változatának fordításán alapul.  Az eredeti cikk szerkesztőit annak laptörténete sorolja fel. Ez a jelzés csupán a megfogalmazás eredetét és a szerzői jogokat jelzi, nem szolgál a cikkben szereplő információk forrásmegjelöléseként.